# Pokoreppu
Pokoreppu (auch: Bogol`lëp, Okoreppu Island, Pokoreppu-To) ist ein winziges Motu des Rongelap-Atolls der pazifischen Inselrepublik Marshallinseln.

## Geographie
Pokoreppu liegt am westlichen Riffsaum, ziemlich einsam und über 11 km entfernt und noch durch den West Pass getrennt vom nordwestlichsten Motu Naen, sowie durch 8 km vom südwestlichsten Motu Burok. Die Insel ist unbewohnt und seit dem Kernwaffentest der Bravo-Bombe atomar verseucht.